# Temognatha lessonii
Temognatha lessonii es una especie de escarabajo del género Temognatha, familia Buprestidae. Fue descrita científicamente por Gory en 1841.